# Pro Italia Galatina
L'Associazione Sportiva Dilettantistica Galatina Calcio è una società calcistica italiana con sede a Galatina. Milita nel campionato di Eccellenza pugliese, quinto livello del campionato italiano di calcio.

## Storia
Nata nel 1917 da un gruppo di giovani, nasce come polisportiva in cui l'attività principale era l'atletica leggera. Si praticava anche il ciclismo, l'equitazione e naturalmente il calcio. I giocatori del club indossano una divisa bianca con una stella nera sul petto.
Il calcio si afferma soltanto intorno alla metà degli anni venti, giungendo, nella stagione 1928-29, alla conquista del titolo di campione regionale di 3ª Divisione.
Dopo la guerra il sodalizio rinasce (presidente Falco) e si costruisce l'attuale stadio, grazie all'interessamento di Pippi Specchia, al quale oggi è intitolato, e Gustavo Giordano.
Nel campionato 1964-65 il Galatina vince il torneo ed approda in Serie D (presidente Spoti) ma retrocede l'anno successivo. Bisogna attendere l'anno 1980-81 (presidente Carrozzini) per ritornare in questo campionato.
Negli anni ottanta sotto la presidenza Maglio, approda al calcio professionistico partecipando a cinque tornei di Serie C2, precisamente dal 1983 al 1988. Fra i calciatori dell'esperienza di C2 si ricordano in particolare Cosimo Francioso e Luigi De Canio. Nella stagione 1989-90 (presidente Martinucci), sfiora nuovamente il ritorno tra i professionisti arrivando seconda a pochi punti dalla vetta (campionato vinto dai campani della Sangiuseppese).
Nel maggio 1992 si retrocede nel campionato di Eccellenza. Nel torneo 1993-94 la Pro Italia è ripescata nel Campionato Nazionale Dilettanti. Qui rimane per due anni fino alla stagione 1995-96 per poi ritornare nel campionato di Eccellenza.
Nel 1998 dopo aver rilevato il titolo sportivo dell'U.S. Aradeo, ha fatto ritorno in Serie D, dove è rimasta per ben quattro stagioni, dalla stagione 1998/1999 alla stagione 2001-2002, anno di una nuova retrocessione nel primo campionato regionale pugliese.
Nella stagione 2005-2006, dopo due anni in promozione, la Pro Italia Galatina torna in Eccellenza.
Nella stagione 2006-2007 dopo un buon girone di andata la Pro Italia Galatina crolla nel ritorno e si gioca la salvezza ai play-out contro il Massafra. La doppia sfida sorride ai tarantini ed i biancostellati dopo un solo anno si ritrovano nuovamente in Promozione.
Dopo la retrocessione si riparte con una squadra rinnovata guidata dall'ex calciatore Sergio Volturo e contro ogni pronostico e dopo una favolosa rimonta nel finale di campionato la Pro Italia Galatina arriva a giocarsi i play-off. In semifinale contro il Manduria i ragazzi di mister Volturo superano il favorito Manduria ma in finale vengono sconfitti dal Tricase.
La stagione 2008-2009 vede una grande partenza dei biancostellati che per buona parte del torneo sono in vetta prima di avere un netto calo nella seconda parte del campionato riuscendo comunque a raggiungere i play-off. Ancora il Manduria sul cammino dei biancostellati ma dopo la vittoria casalinga per 1 a 0 la Pro Italia Galatina viene sconfitta 2 a 1 al ritorno (con gol tarantino in pieno recupero) e deve dire addio ai sogni di gloria
Sempre con Volturo in panchina la stagione 2009-2010 regala poche gioie ai biancostellati che non riescono a raggiungere i play-off chiudendo la stagione con il settimo posto.
Il 2010-2011 inizia con grandi aspettative con i ragazzi di mister Volturo candidati per un ruolo da protagonisti. Il girone di andata vede la Pro Italia Galatina in vetta a pari merito con il Maglie. L'inizio del ritorno non è dei migliori e dopo la sconfitta casalinga subita dagli eterni rivali il distacco arriva 8 punti. Da quel momento i biancostellati iniziano una serie di vittorie che li porta a soli due punti dalla vetta ma il pareggio interno alla terzultima di campionato contro il Massafra fa dire addio al primo posto. La Pro Italia Galatina vince i play-off del girone superando prima il Mottola e poi il Botrugno. Si arriva alla finalissima contro il Libertas Bitonto e dopo una gara stregata sono i bitontini con l'unico tiro in porta ad aggiudicarsi la sfida ed essere ripescati in Eccellenza
La società biancostellata non si arrende e dopo aver ingaggiato mister Inglese e rivoluzionato l'organico acquistando giocatori del calibro di Cimarelli, Patruno, Angelo De Benedictis ecc. puntano a vincere la Promozione e ritornare in Eccellenza. La marcia dei biancostellati è fantastica (una sola sconfitta in campionato) ed il 22 aprile 2012 pareggiando 1 a 1 a Fragagnano la Pro Italia Galatina conquista con quattro giornate di anticipo la promozione in Eccellenza. Una stagione straordinaria condita anche dalla prima storica affermazione in Coppa Italia conquistata il 15 marzo 2012 battendo a Rutigliano per 2 a 0 il San Severo.
Nella stagione successiva la squadra si ripete anche in eccellenza conquistando, oltre la salvezza, la finale regionale di coppa dove però, anche a causa di una serata poco fortunata, deve cedere il trofeo all'Audace Cerignola che si impone al Tursi di Martina Franca per due reti ad una. Anche nel campionato 2013-2014 raggiunge una meritata salvezza al termine di un campionato combattuto e livellato mentre nella stagione 2014/2015 pur retrocedendo nel campionato di Promozione viene premiata con la Coppa Disciplina per essersi distinta per il suo fair play nell'arco dell'intero torneo regionale pugliese.
Al termine della stagione 2015-2016 vince i play-off del campionato di Promozione, il 1 Maggio 2016, battendo per 3-1 la Salento Football Leverano allo stadio comunale "Giuseppe Specchia".
Nell'anno del centenario, 2016-2017, la squadra galatinese ritorna nel massimo campionato regionale raggiungendo la salvezza.
Dopo la fallimentare stagione 2017-2018, caratterizzata dalla mancata disponibilità dello stadio comunale, la Pro Italia Galatina disputa il girone di ritorno schierando la formazione giovanile. Non si iscrive però al successivo campionato, scomparendo definitivamente dal mondo del calcio nell'estate 2018.
Per la stagione 2018-2019 un nuovo sodalizio denominato "ASD Galatina 1917" si iscrive al campionato regionale di Seconda Categoria. Nel dicembre 2018, però, la nuova società è colpita da un'interdittiva antimafia emessa dalla Prefettura di Lecce, che ne preclude il prosieguo del campionato.
Nel 2019 il Galatina rileva il titolo sportivo di Prima Categoria dell'A.S.D. Real Galatone, ma a causa della ristrettezza dei tempi non è possibile cambiare la denominazione sociale. Nella stagione 2019-2020, dunque, il Galatina continuerà a scendere in campo, seppur in maglia biancostellata, come ASD Real Galatone. La denominazione sociale definitiva come "ASD Galatina Calcio" verrà formalizzata solo l'anno successivo. Nella stagione 2019-2020 il Galatina (de iure Real Galatone) si classificherà 6º nel campionato di Prima Categoria Girone C a soli 6 punti dai play-off.
La stagione 2020-2021 è caratterizzata dallo stop del campionato a causa della pandemia di COVID-19 dopo solo due incontri. Al termine della stagione, grazie alla riforma del campionato regionale di Eccellenza Pugliese, il Galatina viene ripescato in Promozione Pugliese (girone B). Nella stagione 2021-2022 il Galatina torna a disputare il campionato pugliese di Promozione (girone B). Terminerà il campionato all'ultimo posto, retrocedendo nuovamente in Prima Categoria Girone C.
Nella stagione 2022-2023 il Galatina prende parte al campionato di Prima Categoria Pugliese, con un nuovo sodalizio alle spalle. Vince sia la Coppa Puglia di Prima Categoria sia il Campionato di Prima Categoria Pugliese girone C, approdando in Promozione pugliese. Nel 2023-2024 vince il campionato di Promozione pugliese, venendo così promosso in Eccellenza pugliese. Nel 2024-2025 si piazza secondo in campionato e raggiunge la finale della Coppa Italia Dilettanti Puglia.

## Palmarès

### Competizioni nazionali
- Campionato Interregionale: 1

1982-1983 (girone L)

### Competizioni regionali
- Promozione: 2

2011-2012 (girone B), 2023-2024 (girone B)
- Prima Categoria: 2

1964-1965 (girone B), 2022-2023 (girone C)
- Campionato italiano di terza divisione: 1

1928-1929 (girone C)
- Coppa Italia Dilettanti Puglia: 1

2022-2023
- Coppa Italia Promozione Puglia: 1

2011-2012
- Coppa Italia Prima Categoria Puglia: 1

2022-2023

## Tifoseria

### Gemellaggi e rivalità
Amicizie
- Manduria
- Nardò
- Taurisano
- Ruffano
- Monopoli

Rivalità
- Toma Maglie
- Fasano
- Atletico Tricase
- Casarano
- Gallipoli
- Grottaglie